# Fernando dos Santos Pedro
Fernando dos Santos Pedro, noto semplicemente come Fernando (Belo Horizonte, 1º marzo 1999), è un calciatore brasiliano, attaccante del RB Bragantino.

## Caratteristiche tecniche
Ala sinistra, può essere impiegato anche in posizione più centrale ed eventualmente da falso 9. Ha come modello Gabriel Jesus, al quale dichiara di ispirarsi.

## Carriera

### Club

#### Gli inizi al Palmeiras
Cresciuto nel settore giovanile del Palmeiras, esordisce in prima squadra l'11 marzo 2018 in occasione del match del Campionato Paulista vinto 3-0 contro l'Ituano. Nell'occasione trova anche la sua prima rete in carriera. Il 9 novembre 2017 ha esordito in Série A nel corso del match perso 3-1 contro il Vitória.

#### Shakhtar e prestito allo Sporting
Il 16 giugno 2018 viene acquistato a titolo definitivo dallo Šachtar, firmando un contratto di cinque anni con il club ucraino. Il 21 luglio successivo disputa da titolare la Superkubok Ukraїny persa 1-0 contro la Dinamo Kiev e quattro giorni più tardi debutta in Prem"jer-liha nel match vinto 2-0 contro il Desna Černihiv.
Trova la sua prima rete il 29 luglio segnando il secondo gol del match vinto 3-0 contro l'Arsenal Kiev, grazie ad un inserimento centrale su filtrante di Taison. Il 2 ottobre debutta in UEFA Champions League disputando l'incontro pareggiato 2-2 contro l'Olympique Lione.
A settembre 2019 viene ceduto in prestito allo Sporting Lisbona. Torna allo Šachtar a gennaio 2020 senza aver mai esordito con il club portoghese.
Tornato in Ucraina, nelle due stagioni successive raccoglie 47 presenze e 7 reti fino a quando, il 24 febbraio 2022, a seguito dell'invasione russa in Ucraina, viene sospeso il campionato a tempo indeterminato con lo Shakhtar al primo posto in classifica. Vista la situazione bellica, il 21 aprile 2022 anche lui come molti suoi compagni in precedenza, lascia la squadra di Donec'k a titolo definitivo.

#### Salisburgo
Nello stesso giorno in cui lascia gli ucraini, viene ufficializzato il suo passaggio al Salisburgo a partire dalla stagione 2022-2023.

## Statistiche

### Presenze e reti nei club
Statistiche aggiornate al 21 aprile 2022.
| Stagione          | Squadra           | Campionato        | Campionato | Campionato | Coppe nazionali | Coppe nazionali | Coppe nazionali | Coppe continentali | Coppe continentali | Coppe continentali | Altre coppe | Altre coppe | Altre coppe | Totale | Totale |
| Stagione          | Squadra           | Comp              | Pres       | Reti       | Comp            | Pres            | Reti            | Comp               | Pres               | Reti               | Comp        | Pres        | Reti        | Pres   | Reti   |
| ----------------- | ----------------- | ----------------- | ---------- | ---------- | --------------- | --------------- | --------------- | ------------------ | ------------------ | ------------------ | ----------- | ----------- | ----------- | ------ | ------ |
| 2018              | Palmeiras         | A1/SP+A           | 1+1        | 1+0        | CB              | 0               | 0               | -                  | -                  | -                  | -           | -           | -           | 2      | 1      |
| 2018-2019         | Šachtar           | PL                | 18         | 2          | KU              | 1               | 0               | UCL+UEL            | 2+0                | 0                  | SU          | 1           | 0           | 22     | 2      |
| 2019-gen. 2020    | Sporting Lisbona  | PL                | 0          | 0          | CP+CdL          | 0               | 0               | UEL                | 0                  | 0                  | SP          | 0           | 0           | 0      | 0      |
| gen.-giu.2020     | Šachtar           | PL                | 9          | 1          | KU              | 0               | 0               | UEL                | 1                  | 0                  | SU          | -           | -           | 10     | 1      |
| 2020-2021         | Šachtar           | PL                | 17         | 1          | KU              | 1               | 0               | UCL+UEL            | 2+2                | 0                  | SU          | 1           | 0           | 23     | 1      |
| 2021-2022         | Šachtar           | PL                | 7          | 5          | KU              | 1               | 1               | UCL                | 6                  | 2                  | SU          | 0           | 0           | 14     | 8      |
| Totale Šachtar    | Totale Šachtar    | Totale Šachtar    | 50         | 9          |                 | 3               | 1               |                    | 13                 | 2                  |             | 2           | 0           | 69     | 12     |
| 2022-2023         | Salisburgo        | BL                | 9          | 6          | CA              | 2               | 0               | UCL+UEL            | 1+1                | 0                  | -           | -           | -           | 13     | 6      |
| 2023-2024         | Salisburgo        | BL                | 11         | 4          | CA              | 2               | 2               | UCL                | 1                  | 0                  | -           | -           | -           | 14     | 6      |
| 2024-gen. 2025    | Salisburgo        | BL                | -          | -          | CA              | -               | -               | UCL                | -                  | -                  | Cmc         | -           | -           | -      | -      |
| Totale Salisburgo | Totale Salisburgo | Totale Salisburgo | 20         | 10         |                 | 4               | 2               |                    | 3                  | 0                  |             | -           | -           | 27     | 12     |
| 2025              | RB Bragantino     | A1/SP+A           | 2+0        | 0          | CB              | 2               | 0               | -                  | -                  | -                  | -           | -           | -           | 4      | 0      |
| Totale carriera   | Totale carriera   | Totale carriera   | 74         | 20         |                 | 9               | 3               |                    | 16                 | 2                  |             | 2           | 0           | 102    | 25     |

## Palmarès

### Competizioni nazionali
- Coppa d'Ucraina: 1

Šachtar: 2018-2019
- Campionato ucraino: 2

Šachtar: 2018-2019, 2019-2020
- Supercoppa d'Ucraina: 1

Šachtar: 2021
- Campionato austriaco: 1

Salisburgo: 2022-2023